# René Paulhan
René A.L. Paulhan (ur. 10 maja 1921 w Massiac, zm. 6 października 1990 w Clermont-Ferrand) – francuski polityk i działacz gospodarczy, od 1981 do 1983 poseł do Parlamentu Europejskiego.

## Życiorys
Pracował m.in. jako szef funduszy emerytalnego i ubezpieczeń wzajemnych w Owernii. Działał w organizacjach gospodarczych: kierował zrzeszeniem rzeźników i izbą handlową departamentu Cantal. Był też skarbnikiem w krajowym zgromadzeniu izb handlowych i w organizacji promującej rzemiosło w krainie Masywu Centralnego.
Zaangażował się w działalność polityczną w ramach Zgromadzenia na rzecz Republiki. W 1979 kandydował do Parlamentu Europejskiego. Mandat uzyskał 16 grudnia 1981 w miejsce Jeana de Lipkowskiego i sprawował do rezygnacji 9 marca 1983. Przystąpił do frakcji postępowych demokratów, należał do Komisji ds. Stosunków Gospodarczych z Zagranicą.
Odznaczony m.in. Legią Honorową, Orderem Narodowym Zasługi i Medalem Ruchu Oporu.